# Dance Again... the Hits
Dance Again... The Hits är det första greatest hits-albumet av Jennifer Lopez, utgivet på henne 43:e födelsedag den 24 juli 2012. Albumet släpps i både en standard edition och i en deluxe edition. Albumet innehåller två nya låtar.

## Låtlista
1. Dance Again med Pitbull
2. Goin' In med Flo Rida
3. I'm Into You med Lil Wayne
4. On The Floor med Pitbull
5. Love Don't Cost A Thing
6. If You Had My Love
7. Waiting For Tonight
8. Get Right med Fabolous
9. Jenny From The Block (Track Masters Remix) med Styles P och Jadakiss
10. I'm Real (Murder Remix) med Ja Rule
11. Do It Well
12. Ain't It Funny (Murder Remix) med Ja Rule och Caddillac Tah
13. Feelin' So Good (Remix) med Big Pun och Fat Joe

Deluxe Edition
14. All I Have med LL Cool J 

15. Qué Hiciste 

16. Let's Get Loud
Deluxe Edition DVD (Musikvideor)
1. Dance Again med Pitbull 

2. On The Floor med Pitbull 

3. Love Don't Cost A Thing 

4. If You Had My Love 

5. Waiting For Tonight 

6. Get Right med Fabolous 

7. Jenny From The Block (Track Masters Remix) med Styles P och Jadakiss 

8. I'm Real (Murder Remix) med Ja Rule 

9. Do It Well 

10. Ain't It Funny (Murder Remix) med Ja Rule och Caddillac Tah 

11. Feelin' So Good (Remix) med Big Pun och Fat Joe

## Singlar
- Dance Again med Pitbull (Släpptes den 2 april 2012)
- Goin' In med Flo Rida (Släpptes den 8 juni 2012)